# 10 000 mètres masculin aux championnats du monde d'athlétisme 1995
Navigation
Stuttgart 1993 Athènes 1997
L'épreuve du 10 000 mètres masculin des championnats du monde d'athlétisme 1995 s'est déroulée les 5 et 8 août 1995 à l'Ullevi Stadion de Göteborg, en Suède. Elle est remportée par l'Éthiopien Haile Gebrselassie.

## Résultats

### Finale
| Rang               | Athlète             | Pays           | Temps          | Notes |
| ------------------ | ------------------- | -------------- | -------------- | ----- |
| Médaille d'or      | Haile Gebrselassie  | Éthiopie       | 27 min 12 s 95 | CR    |
| Médaille d'argent  | Khalid Skah         | Maroc          | 27 min 14 s 53 |       |
| Médaille de bronze | Paul Tergat         | Kenya          | 27 min 14 s 70 |       |
| 4                  | Salah Hissou        | Maroc          | 27 min 14 s 70 |       |
| 5                  | Josephat Machuka    | Kenya          | 27 min 23 s 72 |       |
| 6                  | Joseph Kimani       | Kenya          | 27 min 30 s 02 |       |
| 7                  | Stéphane Franke     | Allemagne      | 27 min 48 s 88 |       |
| 8                  | Paulo Guerra        | Portugal       | 27 min 52 s 55 |       |
| 9                  | Todd Williams       | États-Unis     | 27 min 52 s 87 |       |
| 10                 | Toshiyuki Hayata    | Japon          | 27 min 53 s 12 |       |
| 11                 | Domingos Castro     | Portugal       | 27 min 53 s 42 |       |
| 12                 | Yasuyuki Watanabe   | Japon          | 27 min 53 s 82 |       |
| 13                 | Germán Silva        | Mexique        | 27 min 55 s 34 |       |
| 14                 | Assefa Mezgebu      | Éthiopie       | 27 min 56 s 06 |       |
| 15                 | Mathias Ntawulikura | Rwanda         | 27 min 57 s 92 |       |
| 16                 | Alejandro Gómez     | Espagne        | 27 min 59 s 38 |       |
| 17                 | Hendrick Ramaala    | Afrique du Sud | 28 min 00 s 08 |       |
| 18                 | Stefano Baldini     | Italie         | 28 min 08 s 39 |       |
| 19                 | António Pinto       | Portugal       | 28 min 26 s 42 |       |
| —                  | Abel Antón          | Espagne        | DNF            |       |

## Légende
Records et Performances
- AR : Record continental (area record)
- CR : Record des championnats (championship record)
- MR : Record du meeting (meet record)
- NR : Record national (national record)
- OR : Record olympique (olympic record)
- PR : Record paralympique (paralympic record)
- PB : Record personnel (personal best)
- SB : Meilleure performance personnelle de la saison (season's best)
- WL : Meilleure performance mondiale de l'année (world leader)
- WJR : Record du monde junior (world junior record)
- WR : Record du monde (world record)

Circonstances et Conditions
- DNF : N'a pas terminé (did not finish)
- DNS : N'a pas pris le départ (did not start)
- DQ : Disqualification (disqualification)
- NM : Aucun essai valable enregistré (No Mark)
- Q : Qualifié « directement » au prochain tour (ou à la prochaine compétition), lors d'une compétition majeure, grâce au classement ou à la réalisation des minima (automatic qualifier)
- q : Qualifié au prochain tour (ou à la prochaine compétition), lors d'une compétition majeure, grâce au repêchage ou à la réalisation de l'une des meilleures performances parmi celles des « non qualifiés directement » (grâce au meilleur temps ou à la meilleure distance par exemple) (secondary qualifier)